# Rena rama sanningen (film, 1939)
Rena rama sanningen är en svensk komedifilm från 1939 baserad på Frederick S. Ishams roman och James H. Montgomerys pjäs Nothing But the Truth.

## Handling
Ludvig Lund äger en mäklarfirma. Han har privat för många aktier i ett bolag och vill sälja dessa till sina kunder, men kunderna vill också sälja sina aktier i bolaget. Han försöker då lura sina kunder till att istället köpa aktierna.

## Om filmen
Inspelad 24 januari - 14 mars 1939 i Filmstaden och exteriörerna är tagna i Stockholm.
Filmen, som är tillåten från 15 år, hade premiär 22 maj 1939 på biograf Spegeln i Stockholm. Den har visats på SVT.

## Rollista
- Erik "Bullen" Berglund - Ludvig Lund, bankir vid Bankirfirman Lund & Co.
- Tollie Zellman - Charlotta, Ludvigs hustru
- Sickan Carlsson - Märta, Ludvigs och Charlottas dotter
- Åke Söderblom - Åke Lund, Ludvigs brorson
- Håkan Westergren - Bertil Dahl, anställd hos Lund
- Eric Abrahamsson - Filip Morell, fastighetsmäklare
- Marianne Löfgren - Gun, Filips dotter, Åkes fästmö
- Hilding Gavle - Josephson, "kandidat", kassör i välgörenhetsföreningen
- Maritta Marke - Eva Berg, skådespelerska
- Karin Nordgren - Astrid Holm, skådespelerska
- Thor Modéen - poliskommissarien
- Torsten Winge - Bruhn, filosofie doktor, vittne
- Richard Lund - generalkonsul Lagersten
- Douglas Håge - grosshandlare Ström
- Julia Cæsar - Kristin, Lunds kokerska

### Ej krediterade
- Britta Larsson - Ellen, Lunds hembiträde
- Ivar Wahlgren - polisen som utreder bilkrocken
- Jean Claesson - polisen som stoppar bankir Lund för fortkörning
- Oscar Åberg - poliskonstapeln på polisstationen
- Artur Cederborgh - ena slagskämpen på polisstationen
- Artur Rolén - andra slagskämpen på polisstationen
- Bror Bügler - en skådespelare i Evas och Astrids sällskap i bilen
- Alice Wallis - Kerstin, Lunds hembiträde
- Anna-Stina Wåglund - telefonist på bankirfirman
- Knut Lundström - springpojken på bankirfirman
- Paul Hagman - en kund på bankirfirman som får avslag
- Jerry Nordquist - kyparen
- Nils Nordståhl - hovmästaren
- Gertrud Bodlund - en skådespelerska i Evas och Astrids sällskap i restaurangens garderob
- Axel Isaksson - en skådespelare i Evas och Astrids sällskap i restaurangens garderob
- Sixten Sparre - en skådespelare i Evas och Astrids sällskap i restaurangens garderob
- Gerda Landgren - expedit på Systemet
- Svea Holst - expedit på Systemet
- Einar Lindström - tjock kund på Systemet
- Otto Adelby - restauranggäst

### Bortklippt i den slutliga filmen
- Gunnel Wadner

## Musik i filmen
- Johannas syster, musik Sten Axelson, text Åke Söderblom, Sven Paddock, sång Marianne Löfgren, Åke Söderblom, dans Alice Wallis, Åke Söderblom